# Michael Manasseri
Michael Manasseri (né le 28 février 1974 à Poughkeepsie, New York) est un acteur et réalisateur américain.

## Biographie
Il se fait connaître pour son rôle de Wyatt Donnelly dans la série TV series Code Lisa (1994). Michael Manasseri, a aussi joué dans la série de NBC Wings dans un rôle du jeune pilote Kenny McElvey. Il a aussi fait plusieurs apparitions dans des séries, comme Buffy the Vampire Slayer, The Wonder Years, Boston Public, et ER.
Il réalise son premier film, Babysitter Wanted.
Michael est marié avec une actrice du Michigan, Sarah Benedict.

## Filmographie

### Réalisateur
- 2007 : Babysitter Wanted

### Acteur
- 1988 : Raising Miranda.
- 1988 : Les Années coup de cœur
- 1992 : Code Quantum
- 1994 : Urgences
- 1994-1997 : Code Lisa
- 1998 : Buffy contre les vampires
- 1999 : Sliders : Les Mondes parallèles
- 2000 : Oui, chérie !
- 2001 : Boston Public